# Concepción del Uruguay

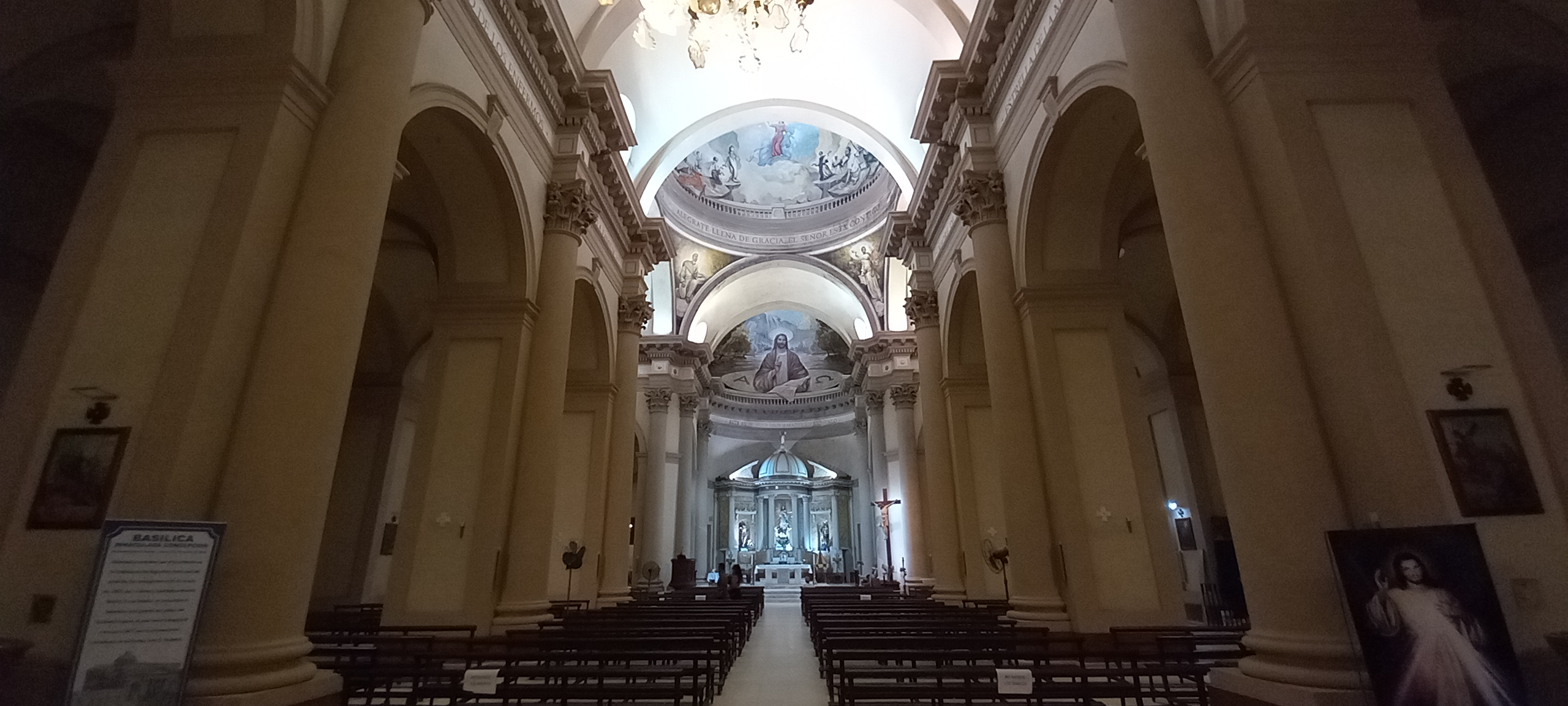
Interior de la Basílica de la Inmaculada Concepción

Concepción del Uruguay, también conocida simplemente como Concepción o bien como Uruguay (en referencia al río que baña sus costas), es una ciudad y municipio de la provincia de Entre Ríos, Argentina. El municipio está distribuido entre los distritos Molino y Tala del departamento Uruguay (del cual es cabecera). A su vez, comprende la localidad del mismo nombre y un área rural. Se ubica en el este de la provincia, sobre la ribera occidental del río Uruguay. Concentra una parte importante de la historia política de la provincia y el país, así como actividad educativa, turística e industrial. La ley n.º 10 314 sancionada el 29 de julio de 2014 declaró a Concepción del Uruguay como "Capital Histórica de la Provincia de Entre Ríos".

## Toponimia
La primera parte del nombre de la ciudad, Concepción, hace referencia al dogma católico de la Inmaculada Concepción de la Virgen María. Mientras que la segunda parte, del Uruguay, hace referencia a su ubicación geográfica sobre la margen oeste del río Uruguay.
En el siglo XIX era comúnmente llamada por el nombre de uno de los arroyos cercanos: Arroyo de la China.
La ciudad es frecuentemente apodada como La Histórica, puesto que encierra en su pasado algunos de los hechos más significativos de la vida de la provincia. También se la conoce como la Capital Entrerriana de la Cultura. En la región suele abreviarse su nombre, siendo llamada simplemente Uruguay por sus habitantes y de ciudades vecinas, mientras que también se suele decir Concepción, aunque esta forma es menos frecuente. Otra manera de denominar a la ciudad es utilizando sus iniciales, «CdelU» / «cedelu». El gentilicio para sus habitantes es uruguayense, utilizándose también, con menor aceptación, el de concepcionero.

## Himno
"Himno a Concepción del Uruguay".
Letra y música por Los Hermanos Cuestas.
Concepción del Uruguay
es la tierra del amor
es la tierra prometida
que Dios iluminó.
Como un mojón de la patria
bajo un cielo cardenal
se levanta con historia
Concepción del Uruguay.
La besa un río de trigo,
la entibia un gran arenal
y en la costa silbadora
la luna sale a soñar.
Concepción del Uruguay
de copete federal
¡tu nombre! me sabe a gloria
de Urquiza mi general.
Es arroyo de la China
romance de paz y amor
¡Pancho Ramírez! la vida
a Delfina ofrendó.

## Historia

### Antecedentes
Aproximadamente en 1619 se asentó en la zona una población jesuita con el nombre de Concepción (la cual carecía de fundación), emplazada al norte del arroyo homónimo y ubicada en lo que actualmente son los barrios Puerto Viejo y La Concepción en el extremo sur de la ciudad. El mismo año se erigió la primera capilla en un lugar que posteriormente sería utilizado como cementerio.

### Fundación
El 25 de junio de 1783, por encargo del virrey rioplatense Juan José de Vértiz y Salcedo, el entonces comandante general de los partidos entrerrianos Tomás de Rocamora fundó la Villa de Nuestra Señora de la Inmaculada Concepción del Uruguay, levantando el primer cabildo al norte de la población existente, en lo que actualmente es el centro administrativo y comercial de la ciudad.
Existen discusiones acerca del nombre completo de la ciudad, ya que algunas versiones afirman que se limita simplemente a Concepción del Uruguay.

### Epicentro de la escena provincial
En 1810, enterados del movimiento que se había suscitado en Buenos Aires, la ciudad fue de las primeras en adherirse a la causa de la Revolución de Mayo.
El escritor Gregorio Troncoso Roselli en su libro Evocaciones a la distancia (Recuerdos de Concepción del Uruguay) (edición de 1957) evoca aquel momento:

Es tradición, tía Dolores me lo refirió muchas veces, allí en la casona de su abuelo Don Narciso Calvento (actual Museo Delio Panizza) en reunión de notables de la villa, se discutió y se acordó reconocer a la Junta de Mayo, el día 7 de Junio. Al día siguiente fue reconocida en sesión especial del Cabildo.... Al anochecer comienzan a llegar los primeros convocados: Miguel Díaz Velez, José Aguirre, Belisario Céspedes, Joaquin Manuel Troncoso, Agustín Urdinarraín, Domingo Morales, Melitón González, Octavino Benítez, Domingo Calvo, Mariano López; Francisco Ramírez, Antonio Salvatella, Juan José Irigoyen, Ramón Olivera,Y muchos otros. La asamblea contó con una treintena de asistentes, que ocupó la amplia sala de la casa..."Al día siguiente,8 de Junio, viernes, el Cabildo de nuestra ciudad, en sesión especial, reconoce al Primer Gobierno Patrio, librando a la misma, el siguiente oficio:"Excmo. señor: Acabamos de recibir con oficio de V.E del 1 del corriente, los impresos que manifiestan los justos motivos y fines de la instalación de la Junta Provisional Gubernativa de las Provincias Unidas del Río de la Plata, a nombre del señor Fernando Séptimo, y quedan dadas todas las disposiciones para que se lleven a debido efecto en el distrito de esta jurisdicción, cuanto V.E. se sirve prevenirnos. El más pronto envío del diputado de ésta villa y el puntual cumplimiento a las presentes y sucesivas órdenes de V.E: acreditan el celo y patriotismo de este vecindario a cuyo nombre tenemos el honor de felicitar a V.E.Nuestro Señor guarde de la vida de V.E. muchos años. Villa de la Concepción del Uruguay, 8 de junio de 1810.Exmo. Señor José Miguel Díaz Vélez, Domingo Morales, Agustín Urdinarrain, José Aguirre. Señores de la Junta Provicional Gubernativa de las Provincias Unidas del Río de la Plata"...

El 28 de marzo de 1814 se produjo el combate de Arroyo de la China, cuando una escuadra realista al mando de Jacinto de Romarate derrotó a una fuerza comandada por el capitán Tomás Nother.

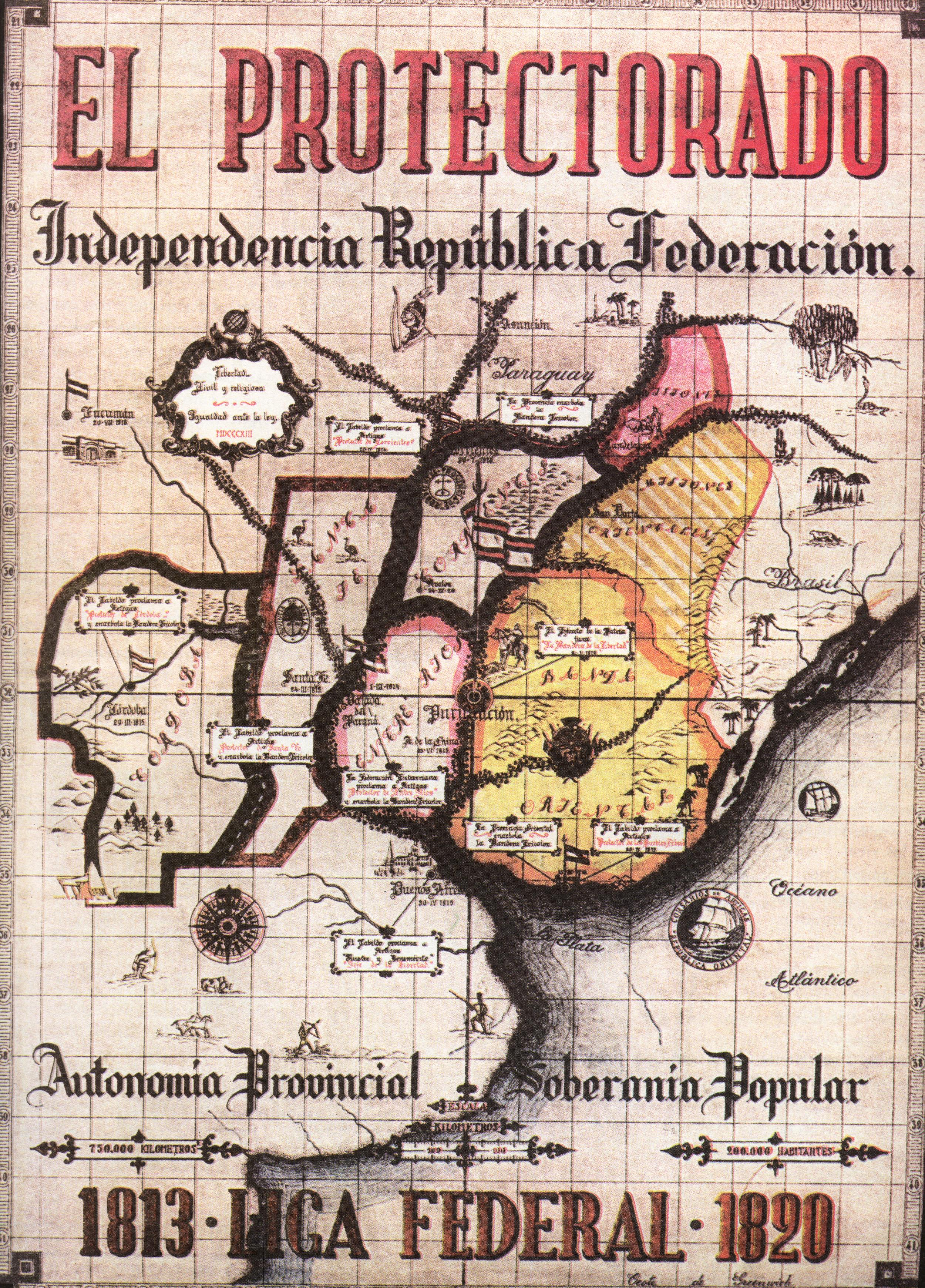
Antiguo mapa del Protectorado de Artigas y la Liga Federal (1813-1820).

En 1814 el director Supremo Gervasio Antonio Posadas, haciendo uso de las facultades extraordinarias que le confiriera la Asamblea General Constituyente, declaró a Concepción del Uruguay capital de la provincia de Entre Ríos al momento de la creación de ésta. 
El 29 de junio de 1815 el general José Gervasio Artigas dio inicio al encuentro convocado en la ciudad y que se conoce con el nombre de Congreso de Oriente o Congreso de los Pueblos Libres o Congreso de Arroyo de la China (el nombre más popular de Concepción del Uruguay por aquellos años). Solo hay constancia documental de que el Congreso se reunió en dos oportunidades, en la sesión de apertura el 29 de junio de 1815, de la cual solo se conoce que se trató el envío de cuatro delegados a Buenos Aires, y en la sesión de clausura que se supone ocurrida el 12 de agosto de 1815, cuando los delegados informaron al congreso sobre su misión, y fue disuelto por Artigas.
Aunque los documentos existentes muestran que Artigas convocó a este congreso para tratar sobre el arreglo con Buenos Aires ante la creencia de que estaba por llegar una expedición naval española, existe una línea historiográfica que cree que en la sesión inaugural el 29 de junio de 1815 se realizó una declaración de independencia nacional. Como no hay actas del congreso, los sostenedores de esta línea basan su conjetura interpretando la carta que Artigas envió al director supremo Juan Martín de Pueyrredón el 24 de julio de 1816. En esa carta el Protector dice: “Ha más de un año que la Banda Oriental enarboló su estandarte tricolor y juró su independencia absoluta y respectiva. Lo hará V.E. presente al Soberano Congreso para su Superior conocimiento”.
Artigas no da más precisiones y no hay acta ni referencia a la supuesta declaración en ninguna de las cartas y memorias de los demás diputados presentes en 1815 en Concepción del Uruguay. Sin embargo, para la historiografía artiguista ese párrafo no es ni misterioso ni prueba de nada: Artigas no se estaría refiriendo en él al Congreso de Oriente, sino a un episodio anterior por unos meses: el del 13 de enero de 1815, cuando el Protector de los Pueblos Libres iza en el Cuartel de Arerunguá su primera bandera y jura la independencia de la Provincia Oriental. (Ese hecho se conmemora en el Uruguay como “Día de la Primera Bandera de José Artigas”, declarado como tal por la Ley 19.571, aprobada por unanimidad en diciembre del año 2017).
El 19 de mayo de 1818 la villa fue tomada por sorpresa y saqueada por fuerzas lusobrasileñas, hecho conocido como la Sorpresa del Arroyo de la China.
El 1 de febrero de 1820 el general Francisco Ramírez, aliado con el gobernador santafesino Estanislao López, comandó el ejército federal que venció a José Rondeau en la batalla de Cepeda, firmando poco después el Tratado del Pilar. Posteriormente, Ramírez se distanció de López y el 29 de septiembre del mismo año, proclamó la República de Entre Ríos, la cual incluía además a las actuales provincias de Corrientes y Misiones (en parte), siendo la capital Concepción del Uruguay. Sin embargo la vida de dicha república sería efímera, puesto que se disolvería poco después de la muerte de Ramírez ocurrida el 10 de julio de 1821.
En 1826 el general Justo José de Urquiza, en su función de diputado, promovió la ley que otorgó a Concepción del Uruguay el rango de ciudad.
En 1843, tropas de la provincia de Corrientes lideradas por el general Joaquín Madariaga desembarcarían con el propósito frustrado de tomar la ciudad.

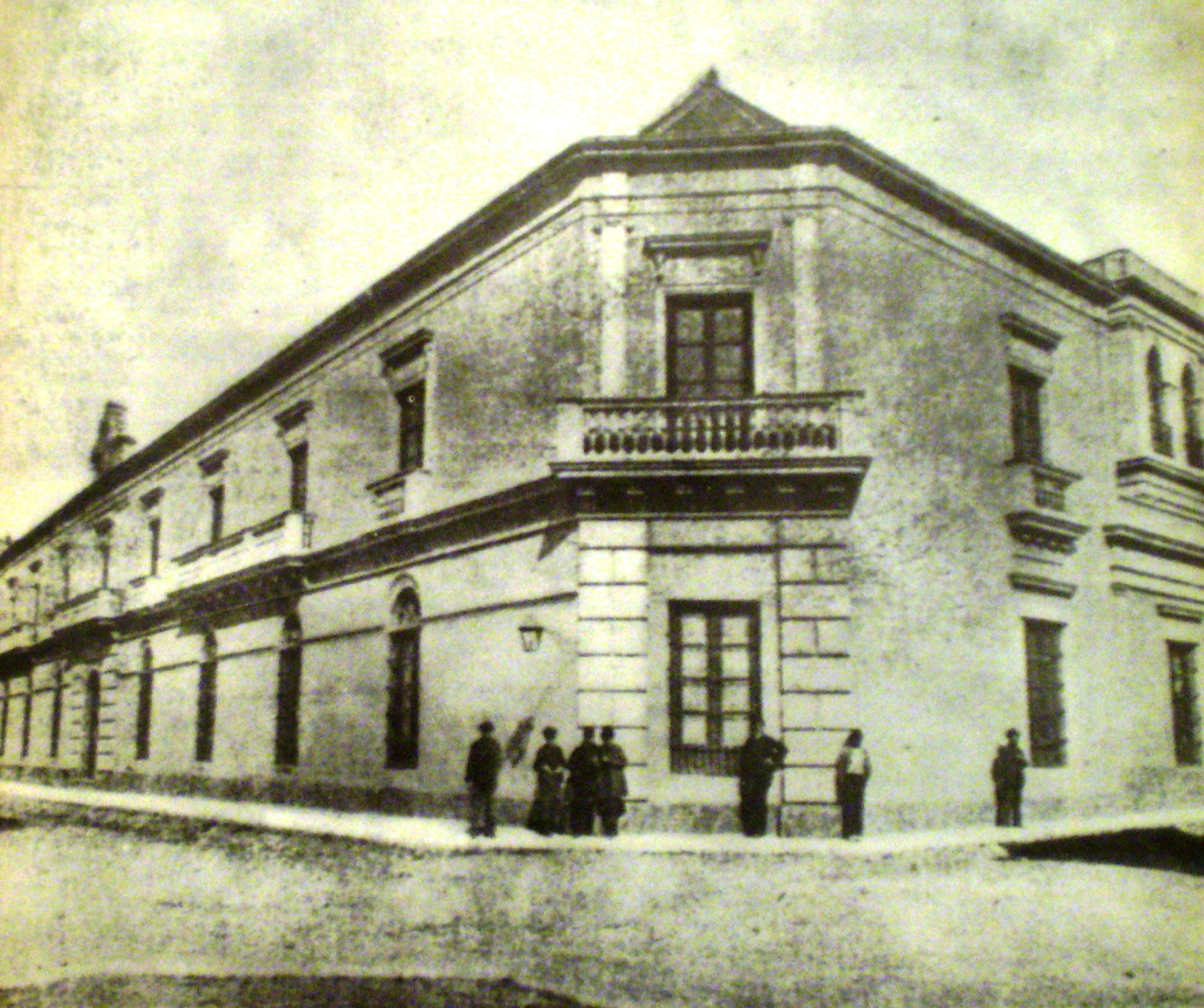
Foto del siglo XIX del Colegio Nacional de Concepción del Uruguay, en ella se puede apreciar su techo original. En 1848 Urquiza, ya como gobernador de Entre Ríos, creó en la ciudad el Colegio del Uruguay, primero en el país de carácter laico.

En 1851 se produjo, a los pies de la pirámide central de la plaza General Francisco Ramírez, el Pronunciamiento de Urquiza contra Juan Manuel de Rosas, acto que derivaría en la batalla de Caseros, el 3 de febrero de 1852, en la que Urquiza resultó vencedor y se abrió el camino para la sanción de la Constitución Nacional al siguiente año.
La Convención provincial reunida en la ciudad en 1860 para sancionar la Constitución provincial la declararía nuevamente capital provincial, función que tendría hasta el año del centenario, 1883, cuando la capital fue definitivamente trasladada a la ciudad de Paraná.
El 1 de enero de 1873 se creó formalmente el municipio. También el mismo año, durante el auge del Normalismo, Domingo Faustino Sarmiento creó en la ciudad la segunda Escuela Normal del país, luego de la de Paraná y primera de mujeres.
En 1994 se celebró en el Palacio San José la jura de la Reforma Constitucional.

### Finales delsigloXIXy comienzos delsigloXX
El 30 de junio de 1887 se habilitó la conexión ferroviaria a través de la línea que luego se integraría en el Ferrocarril General Urquiza con las ciudades de Paraná, Nogoyá y Rosario del Tala. También ese año se reformó el puerto, que alcanzaría en 1910 su mejor época a partir de ser su aduana una de las más importantes del país.

### Desarrollo industrial

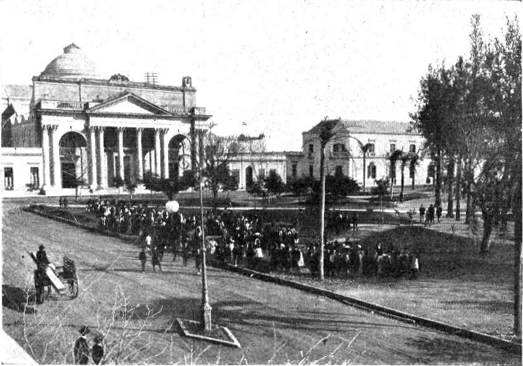
La plaza Ramírez en 1910.

A lo largo del siglo XX, la ciudad continuó ostentando importancia a nivel cultural y económico, sumándose a los procesos de industrialización que se suceden en el país y estableciéndose allí importantes industrias.

### Lista de intendentes
| Año  | Intendente                                |
| ---- | ----------------------------------------- |
| 1874 | Antonio López Piñón                       |
|      | Julio V. Díaz                             |
|      | José R. Navarro                           |
| 1875 | Juan L. Caminos                           |
| 1876 | Domingo Vico                              |
|      | Mariano Jaime                             |
| 1877 | Juan Bautista Rey                         |
| 1878 | Francisco Ratto                           |
|      | Martín Ruíz Moreno                        |
| 1879 | Jacobo Gibert                             |
| 1881 | Pedro Melitón González                    |
| 1882 | Francisco Ferreyra                        |
| 1883 | Olegario Mabragaña                        |
| 1885 | Pedro Melitón González                    |
| 1887 | Esteban del Castillo                      |
|      | José Scelzi                               |
| 1889 | Darío del Castillo                        |
|      | Benito E. Pérez Colmán                    |
| 1890 | Rafael M. Paradelo                        |
|      | Miguel F. Britos                          |
| 1893 | Agustín Carosini                          |
|      | Pedro E. Busquet                          |
| 1894 | Benito Benestead                          |
| 1896 | Ricardo López Jordán                      |
| 1899 | Wenceslao S. Gadea                        |
| 1902 | Porfirio L. Tenreyro                      |
| 1903 | Juan Leo                                  |
| 1904 | Darío del Castillo                        |
| 1906 | Vicente M. Corvalán                       |
| 1908 | Emiliano B. Sanguinetti                   |
| 1910 | Juan Benigno Martínez                     |
| 1912 | Juan M. Chiloteguy                        |
|      | Benito Yáñez                              |
|      | Miguel Solanas                            |
| 1914 | Vicente M. Corvalán                       |
| 1915 | Juan Pedro Piñón                          |
| 1920 | Juan Carlos González                      |
| 1925 | Demetrio Etchezarraga                     |
| 1926 | Olegario Mabragaña                        |
| 1927 | Antonio E. Bacciadone                     |
| 1929 | Ernesto T. Marcó                          |
| 1930 | Juan M. Bruzera                           |
| 1932 | Albano L. Giménez                         |
| 1934 | José Anselmo Orsolini                     |
| 1936 | Dr. Justo Germán Ravenna                  |
| 1939 | Ambrosio A. Artusi                        |
| 1943 | Ezio A. Grandi                            |
| 1944 | Pbro. Andrés Zaninetti                    |
|      | Héctor J. Castagnino                      |
| 1945 | Enrique Etcheverry                        |
|      | Dr. Rafael Pepe                           |
| 1947 | Dr. Rómulo Tofalo                         |
| 1948 | Alberico Segheso                          |
|      | Juan José Rizzo                           |
| 1950 | Juan Antonio Sansoni                      |
| 1952 | Omar Blanc                                |
| 1955 | Carlos María Scelzi                       |
| 1958 | Dr. Juan E. Lacava                        |
| 1963 | Juan Antonio Sansoni                      |
| 1965 | Dr. Lucilo López Meyer                    |
| 1968 | Prof. Miguel A. Gregori                   |
| 1973 | Carlos María Scelzi                       |
| 1976 | Eduardo A. Giqueaux (intendente de facto) |
| 1980 | Alí Honoré Argachá (intendente de facto)  |
| 1983 | Juan Carlos Lucio Godoy (UCR)             |
| 1987 | Carlos María Scelzi (PJ)                  |
| 1991 | Dr. Hugo Baldoni (PJ)                     |
| 1995 | Luis Enrique Bermúdez (PJ)                |
| 1999 | José Eduardo Lauritto (PJ)                |
| 2003 | Marcelo Fabián Bisogni (PJ)               |
| 2011 | Carlos Guillermo Schepens (PJ)            |
| 2015 | José Eduardo Lauritto (PJ)                |
| 2019 | Martín Héctor Oliva (PJ)                  |
| 2023 | José Eduardo Lauritto (PJ)                |

## Barrios
Estos son algunos barrios de Concepción del Uruguay:
- 2 de abril
- 12 de octubre
- 20 de junio
- 30 de octubre
- Barrio América
- Bajada Grande
- Cantera 25
- San Felipe
- Centro
- Congreso de Oriente
- Cristo de los Olivos
- CGT
- El Mirador
- Gral. Mosconi
- Laura Vicuña
- Libertad
- La Concepción
- La Higuera
- La Liga
- La Quilmes
- La Rural
- La Tablada
- La Unión
- Las Quintas
- Ramón Dubini
- Las Moras
- Los Olivos
- Los Tanques
- Malvinas
- Mataderos
- María Auxiliadora
- Vicente Obrego
- Planta Emisora
- Puerto Viejo
- Puerto Nuevo
- Quinta La Paz
- Reynaldo Bonnet
- Rocamora
- San Felipe
- San Isidro
- San José
- San Martín
- San Roque
- San Vicente
- Santa Rita
- Santa Teresita
- Santa Teresita Norte
- Sarmiento
- Turf
- Urquiza
- Vicoer
- Villa Industrial
- Villa Itape
- Villa Mandarina
- Villa Las Lomas Sur
- Villa Las Lomas Norte
- Villa Sol
- Zapata
- 102 Viviendas
- 104 Viviendas
- 150 Viviendas
- 144 Viviendas
- 192 Viviendas
- 60 viviendas
- 134 viviendas
- 153 viviendas

- 90 viviendas

## Ejido municipal
El radio municipal o ejido del municipio de Concepción del Uruguay fue especificado el 2 de octubre de 1886 y se apoyó en un meridiano desde el arroyo El Tala al arroyo del Molino y por estos arroyos hasta el río Uruguay y su brazo el riacho Itapé, sin incluir islas, hasta la sanción de la ley provincial n.º 5149 del 25 de julio de 1972. Por esta ley fue ampliado para abarcar el área del Paso Vera extendiéndose por el norte por la ruta nacional 14 y el paralelo 32°24′ S.

ARTICULO 1°.- Amplíase el radio municipal de la ciudad DE CONCEPCION DEL URUGUAY, hasta los siguientes límites:
 NORESTE: Una fracción que limita al Norte por la coordenada 14 del paralelo a los 32°24' Sud del Ecuador, desde el río URUGUAY hasta el arroyo MOLINO; al Oeste y sur los límites del ejido original por medio con el Arroyo MOLINO y Canal de acceso al puerto local; y al Este: el Río URUGUAY y la segunda fracción al OESTE comprendida por el Norte por el arroyo MOLINO desde la coordenada 72 del meridiano 58° Oeste de GREENWICH hasta el Ejido Original; al SUR: Arroyo EL TALA y al OESTE: la coordenada 72 del citado meridiano 58° Oeste de GREENWICH desde el Arroyo MOLINO hasta el Arroyo EL TALA. Las citas del Ejido Original al como está demarcado en el artículo 31°, Capítulo VI, de la Ordenanza de Propiedad Raís Particular y Municipal el 2 de octubre de 1886 y las coordenadas, meridiano y paralelo según ilustra la Plancheta 4584, Carta Topográfica de CONCEPCION DEL URUGUAY levantada por el INSTITUTO GEOGRAFICO MILITAR en 1928, corregida y actualizada en 1943.-

Una nueva ampliación ocurrió por la sanción el 26 de noviembre de 2015 de la ley n.º 10 406 que incorporó al ejido un sector sobre la ruta provincial 39 al oeste, y por el norte se amplió hasta el arroyo Urquiza.

ARTICULO 2°.- Establézcase el ejido Municipal de Concepción del Uruguay de la siguiente manera:
 Al Norte: desde la intersección del la coordenada 58º 21’ oeste de Greenwich con el Arroyo Molino, por el cauce de este hasta su intersección con la Calle Publica al este del plano Nº 46.541, por eje de esta calle hacia el norte hasta el vértice con del plano Nº 13.247, lindando al norte por la línea quebrada con el centro rural de población de San Cipriano Decreto Nº 1.517, hasta el eje de la Ruta Nacional Nº 14, por ésta hasta el arroyo Urquiza y por su cauce hasta el Rio Uruguay.
 Al Este: limita con el Rio Uruguay desde su intersección con el Arroyo Urquiza hasta el Arroyo El Tala.
 Al Sur: por el cauce del Arroyo El Tala hasta la intersección con la coordenada 58º 21’ oeste de Greenwich,
 Al Oeste: desde este último punto, por el meridiano de coordenada 58º 21’ oeste de Greenwich hasta el Arroyo La China, por el cauce de este hasta la intersección con la Calle Nº 11 de la Colonia Caseros hasta la Calle Publica al oeste del plano Nº 17.628, hacia el norte por ésta hasta la Calle Nº2 de la Colonia Caseros y por ésta última hasta la intersección con las vías del Ferrocarril, y por ésta hasta el encuentro con el meridiano de coordenadas 58º 21’ oeste de Greenwich y de esta, hacia el norte, hasta su intersección con el Arroyo Molino.

La planta urbana, por su parte, fue delimitada el 5 de noviembre de 1958 por la ordenanza n.º 1842, disponiendo como límites los siguientes: al norte, arroyo El Curro; al sur, arroyo de la China; al este, arroyo del Molino y riacho Itapé; y al oeste, calle 35 del Oeste.

## Demografía
La población total de la ciudad en 2010 era de 72 528 habitantes (censo del INDEC), de los cuales un 51,7 % son mujeres y un 48,3 % varones. La población del municipio —incluyendo población rural— ascendía a 73 729 habitantes, mientras el departamento completo estaba habitado por 100 821 personas.
El origen étnico de su población ha variado con el tiempo. De una base criolla mezcla de indígenas guaraníticos y españoles en sus orígenes a la que luego se le unió una mixtura de inmigrantes mayormente europeos. Los inmigrantes han provenido de España, Italia, Francia, Alemania, la ex Croacia, países árabes y otras nacionalidades. La inmigración judía ha sido muy importante hace una centuria aproximadamente, en su mayoría ashkenazíes de Europa oriental. La comunidad israelita de origen sefardita mayoritariamente de Turquía, Siria, Líbano, Marruecos.
Dadas las características geográficas del radio urbano y sus correspondientes limitaciones originadas en ríos y arroyos, especialmente al este y sur de la ciudad, la misma ha experimentado un crecimiento irregular. La mayor concentración demográfica se da en el centro administrativo, el cual comprende los barrios circundantes y próximos a la plaza Gral. Francisco Ramírez, mientras que dicha concentración disminuye a medida que la ciudad se posiciona hacia el oeste, principal dirección de expansión actual.

## Bandera
En el marco del certamen lanzado por el 200.º aniversario de la creación de Entre Ríos con capital en Concepción del Uruguay, se dio a conocer la bandera de la ciudad. La obra ganadora pertenece a los alumnos de 7.º 1.ª de Administración de Empresas de la Escuela de Educación Técnica N.º 1 Ana Urquiza de Victorica, quienes compitieron bajo el seudónimo de ‘Los Cardenales’. Esta división presentó un trabajo cuya idea está basado en un diseño original del diseñador gráfico local Luciano Fiorotto.

La Bandera diseñada parte de diversos conceptos, los cuales dieron origen a los colores principales. Celeste y Blanco: Estos colores representan
al manto de la Virgen Maria en su advocación de Inmaculada Concepción – patrona de nuestra ciudad-, y a la que el pueblo manifiesta una fuerte devoción. Además forman parte de la Bandera de Entre Ríos de la que fuimos Capital en el año 1814 y de la Bandera que el General Artigas usó en el año 1815; la cual formará parte de nuestra ciudad del Congreso de Oriente donde se declara la independencia de nuestra Patria. Rojo: color representado en la bandera de Entre Ríos, cuyo significado es el Federalismo y que fuera defendido por nuestro caudillo Francisco Ramírez. Por otra parte, las formas oblicuos que apuntan hacia arriba (leyendo de izquierda a derecha) hacen referencia al crecimiento que ha tenido la ciudad desde la historia política – cultural de la provincia y el país, y dentro de la misma, áreas como educación y turismo que continúan en constante progreso. El circulo: simboliza la unidad de lazos para todas aquellas personas que quieran pertenecer a nuestra ciudad. Éste, también abarca a jóvenes que llegan a estudiar desde otros lugares aprovechando la amplia oferta educativa que tenemos aquí. De esto habla el cantautor (1) de nuestro himno cuando menciona “es la tierra prometida” “por lo que allí van a estudiar y forjarse un futuro”. Desde el centro de la bandera surge un original pictograma que refleja la historia y naturaleza de la ciudad. Por un lado se encuentra el Obelisco (pirámide de la plaza principal) que hace homenaje al “General Francisco Ramírez”, quien proclamó nuestra independencia y evitó que fuésemos una monarquía sometida al extranjero, también es emblema de nuestra constitución Nacional. Con el Perfil del cardenal nos referimos a la letra de nuestro Himno “bajo un cielo cardenal” para lo que manifestó textualmente (2): “concretamente hablo de un cielo federal y libre como los pájaros, también habló de “copete federal”, refiriéndose al ave. Consideramos que todos estos conceptos son valores propios de nuestra ciudad y de habitantes que en ella viven, ya que son símbolos con códigos propios representativos de su interpretación y son el reflejo de nuestra ciudadanía en otros lugares...

## Salud

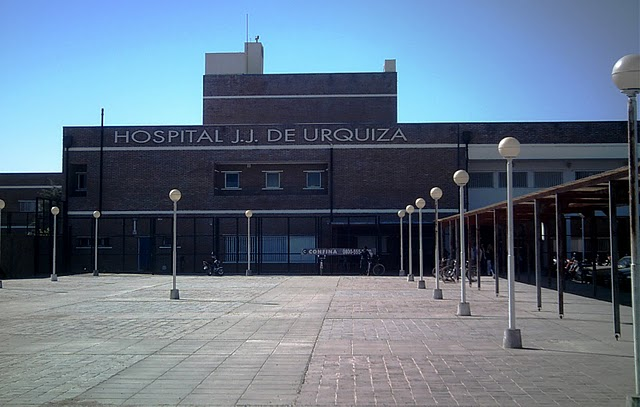
Hospital Justo José de Urquiza

La ciudad de Concepción del Uruguay dispone de un Hospital de alta complejidad llamado Hospital Justo José de Urquiza32°28′53″S 58°15′41″O / -32.48139, -58.26139, que se encuentra ubicado aproximadamente a 500 metros del acceso a la ciudad, entre las intersecciones de las calles Uncal (al oeste), Víctor Rodríguez (al sur), Dr. Ravena (al este) y Lorenzo Sartorio (al norte).
Este Hospital dispone de los servicios básicos fundamentales garantizados para la atención de los pacientes de todo el Departamento Uruguay, tales como el servicio de Neonatología, Obstetricia, Cirugía Cardíaca, Diabetología, entre otros, proyectando la futura creación de nuevas áreas como la de Genética, Neurocirugía y Terapia Pediátrica Intensiva.

## Educación

### Inicial
La ciudad cuenta con variedad de Jardines municipales, públicos y privados. Todos los años festejan el Día del Jardín de Infantes con el tradicional desfile y la decoración de vidrieras comerciales.

### Primaria
Establecimientos de gestión pública y privada. Entre las Escuelas públicas más antiguas se pueden nombrar Escuela Normal Superior en Lenguas Vivas Mariano Moreno, la Escuela n.º 1 "Nicolás Avellaneda" (que comenzó como una escuela para varones creada en otro edificio el 20 de abril de 1888), la Escuela n.º 2 "Juan José Viamonte", la Escuela n.º 3 "Justo José de Urquiza", la Escuela n.º 4 "Benigno Teijeiro Martínez", la Escuela n.º 36 'Esteban Echeverría", la Escuela n.º 92 "Tucumán" y la Escuela n.º 93 "Santiago del Estero"; entre otras.

### Secundaria

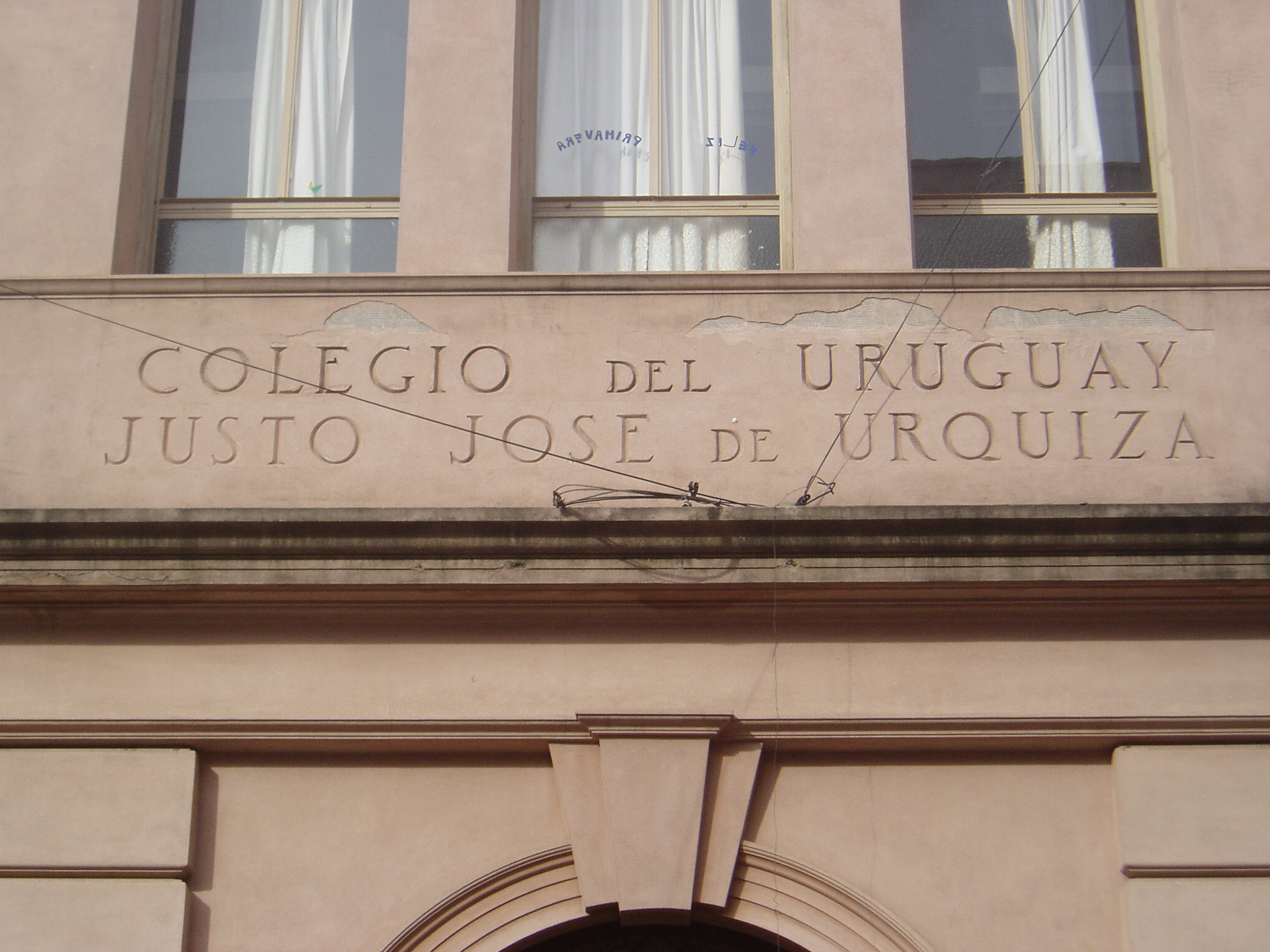
Fachada del Colegio del Uruguay "Justo José de Urquiza".

Entre los numerosos establecimientos que existen en la ciudad se destacan el colegio del Uruguay Justo José de Urquiza, primero en el país de carácter laico, y la Escuela Normal Superior en Lenguas Vivas Mariano Moreno, segunda del país; entre otros.
Cuenta con cuatro Escuelas de Enseñanza Técnica: n.º 1 "Ana Urquiza de Victorica", n.º 2 "Francisco Ramírez", n.º 3 "Dr MIguel Ángel Marsiglia" Anexo Formación Profesional" y n.º 13 "Héctor Buenaventura Sauret".
Asimismo cuenta con numerosos institutos de gestión privada.

### Jóvenes y Adultos
En la ciudad hay múltiples propuestas en esta área para aquellas personas que no terminaron su formación escolar o para aquellos interesados en aprender un oficio. La institución que tiene más antigüedad en esta área es la Universidad Popular, que data del año 1938.

### Universidades

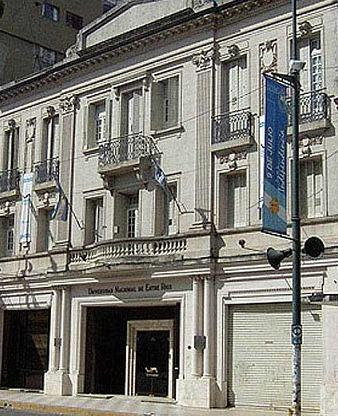
Edificio del Rectorado de la UNER.

La ciudad cuenta con cuatro universidades, de las cuales tres son de gestión pública (dos nacionales y una provincial) y una de gestión privada. Las mismas suman en total diez facultades. A su vez, dos de las mencionadas instituciones tienen en la ciudad la sede de su rectorado.
Universidad de Concepción del Uruguay (UCU)
- Facultad de Ciencias Económicas
- Facultad de Arquitectura y Urbanismo
- Facultad de Ciencias Agrarias
- Facultad de Ciencias Jurídicas y Sociales
- Facultad de Ciencias de la Comunicación y de la Educación
- Facultad de Ciencias Médicas "Dr. Bartolomé Vasallo"

Universidad Tecnológica Nacional (UTN)
- Facultad Regional Concepción del Uruguay

Universidad Nacional de Entre Ríos (UNER)
- Rectorado
- Facultad de Ciencias de la Salud

Universidad Autónoma de Entre Ríos (UADER)
- Facultad de Humanidades, Artes y Ciencias Sociales
- Facultad de Ciencia y Tecnología - https://fcytcdelu.uader.edu.ar/
- Facultad de Ciencias de la Gestión

### Otras instituciones de Nivel Superior
Además de la oferta de nivel universitario, Concepción del Uruguay cuenta con instituciones de nivel superior:
- Instituto de Formación Docente Dra. Carolina Tobar García.

- Instituto Gastronómico Argentino (IGA). Un importante Instituto de Capacitación Gastronómica.

- Instituto Argentino de Moda, Diseño y Estética (IAMDE) - http://www.iamde.com.ar/

- Carreras a distancias o semipresencial en Centro de Aprendizaje Universitario de Universidad Empresarial Siglo 21.[37]

## Economía

### Puerto
El puerto de la ciudad es considerado como uno de los más importantes del país. Permite la operación tanto de barcos y buques fluviales como de ultramar, algunos de gran tonelaje. Ha sido tradicionalmente un puerto de exportación de cereales y oleaginosas como también de maderas. Dispone de un atracadero para la descarga de combustibles.
Instalaciones portuarias: tiene un elevador terminal con capacidad de almacenaje de 30.000 t y de 1.200 t/hora de carga. Seis (6) galpones de 2.200 m² cada uno y una capacidad total de almacenamiento de 24.000 t. Posee una superficie de 170.000 m², siendo su extensión de unos 1.550 metros por 125 metros de ancho aproximadamente, pudiendo amarrar a lo largo del mismo varios buques de ultramar y de cabotaje, en forma simultánea.
Sitios de amarre: posee 23 muelles en total, 13 para carga general, 4 para enfriado y congelado, 5 cerealeros y 1 para descarga de combustibles.
Dispone asimismo de una zona franca anexa. La Zona Franca de Concepción del Uruguay fue creada en el año 1910 mediante la Ley n.º 8092 y reglamentada –ochenta y dos años después– por el Poder Ejecutivo Nacional a través de los Decretos n.º 1935/92 y n.º 2409/93. La de Entre Ríos es una Zona Franca Comercial, de Servicios e Industrial para la exportación. El predio de la Zona Franca tiene una extensión de 111 hectáreas que están ubicadas cercanas al cruce de la ruta nacional n.º 14 y la provincial n.º 39, lindante al parque industrial de Concepción del Uruguay.

### Industria
Se destaca como actividad industrial a la actividad frigorífica avícola, con tres plantas de faena y procesamiento de aves que emplea a más de 2500 personas solo en las del casco urbano. La mayor parte de la producción se destina a la exportación. La agroindustria es importante ya que cuenta con arroceras, molinos harineros, plantas de elaboración de aceites vegetales y otras. La industria maderera, la carrocera y la metalúrgica son también destacables. La ciudad cuenta con un parque industrial COMPICU en las afueras de la misma con instalaciones aptas para la radicación de grandes fábricas. Superficie total: los terrenos del parque totalizan 124 hectáreas de las cuales un gran porcentaje se encuentra sobre la Ruta 14, de ese total se pueden discriminar las siguientes áreas:
- Área destinada a las radicaciones industriales: 92 ha
- Área destinada a calles y espacios verdes: 10 ha
- Área destinada a servicios comunes: 5 ha

Hay radicadas allí industrias de pigmentos, chapas asfálticas, cartón corrugado, aserraderos, núcleos de alimentos balanceados, secaderos de cereales, metalúrgicas, frigoríficos, premoldeados y muchas otras más.

## Cultura

### Museos
- Museo Histórico Nacional Palacio San José "Justo José de Urquiza":  Es el edificio histórico más importante de Entre Ríos al haber sido la residencia del primer presidente constitucional de Argentina, Justo José de Urquiza y su familia, por su arquitectura exquisita y por la vegetación que lo rodea. Construido en el medio del monte entrerriano a partir de 1848, el palacio está conformado por 38 habitaciones y cuenta con 7 antiguas dependencias de servicio, 2 jardines, 40 hectáreas de parque, 2 patios, un lago artificial y una capilla con la cúpula decorada por el pintor Juan Manuel Blanes. En 1935, fue declarado Monumento Histórico Nacional y al año siguiente se convirtió en museo. El edificio también fue el escenario de la vida política de Entre Ríos, de la historia de la región y de la organización política del país de fines del siglo XIX. Gran parte de esa historia se refleja en el archivo documental del museo, uno de los más importantes de la región. Está integrado por 107.000 documentos y 670 libros contables, que dan cuenta de aspectos económicos, históricos, políticos y sociales de la época.
- Museo Municipal Casa de Delio Panizza construida por Lorenzo López entre 1783 y 1793, es la edificación más antigua de la ciudad, representa la arquitectura de la época colonial. Fue habitada en su infancia por el general Francisco Ramírez y luego por su sobrino, el general Ricardo López Jordán. También visitada por destacados militares como Manuel Belgrano y Juan Ramón Balcarce, este último fallecido en una de sus habitaciones. El último habitante de la misma fue el Dr. Delio Panizza, gran poeta y escritor e importante coleccionista. A su muerte la casa pasó a ser museo. Alberga en sus salas colecciones de muebles, armas, cuadros, platería y piezas importantes por su valor histórico. En 1975 fue declarada Monumento Histórico Nacional.

- Museo Municipal Andrés García: originalmente fue llamado Museo Entrerriano, obra del coleccionista Andrés García, se exhiben en sus salas colecciones de lozas, abanicos, arqueologías, imágenes religiosas, platería y piezas de interés por su valor histórico. Es Museo municipal y desde 2004 ocupa su nueva sede en «La Casa de Urquiza».

- Sala Evocativa de la Rivera: fue inaugurado en el año 2005 en el antiguo edificio de la Aduana con el objetivo de preservar la rica historia del puerto. Allí se pueden apreciar piezas y fotografías del antiguo Ministerio y la Aduana en una sala de exposiciones. Actualmente se encuentra ubicado en la torre Norte del Portal de Ingreso a la Avenida Costanera Isla del Puerto.

- Sala Evocativa Malvinas - Daniel Francisco Sirtori: centro exconscriptos combatientes de las islas Malvinas. S encuentra ubicado en el edificio de la Casa de Urquisa, Galarza 712, Planta Alta.

- Museo Provincial de Dibujo y Grabado «Artemio Alisio»

- Museo Histórico Evocativo del Colegio del Uruguay

- Galería/Atelier «Nuevo Salón de Arte»

### Edificios
- Plaza Gral. Francisco Ramírez: recuerda al caudillo creador de la República de Entre Ríos y está situada en el centro administrativo de la ciudad. Es Lugar Histórico Nacional desde el 30 de abril de 1956, ya que fue a los pies de su Pirámide central (no la actual, sino la original de 1786) el lugar elegido por el general Justo José de Urquiza para leer su Pronunciamiento contra el general de brigada Juan Manuel de Rosas gobernador de Buenos Aires, el 1 de mayo de 1851. La vieja pirámide a la memoria del General Francisco "Pancho" Ramírez es mandada a reconstruir en 1858 por el General Urquiza. Ha sido a su vez lugar de numerosos acontecimientos de relevancia para la historia social y política de la ciudad. A fines del siglo XX (1998 - 1999) sufrió remodelaciones con motivo de su puesta en valor, en la que se rediseñaron los jardines, se colocaron pérgolas, bancos, fuentes, recomposición del sistema de alumbrado, etc.[40]

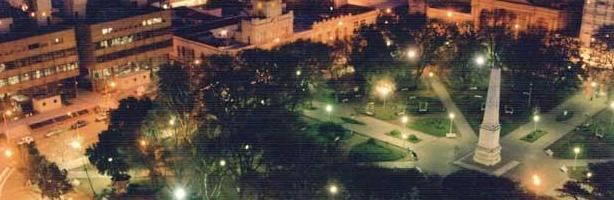
Vista nocturna de la Plaza Gral. Ramírez y el frente del Centro Cívico.

 En la plaza se encuentran emplazados las siguientes esculturas:
Bustos: a Mariano Moreno inaugurado en 1960; a Manuel Belgrano en 1980; a Victoriano E. Montes de 1946; Olegario Víctor Andrade en 1924; a Eva Duarte y a Juan Domingo Perón, reinstalados en 1984. Monolito a la Asociación Educacionista "La Fraternidad" en 1977.
- Antiguo Palacio Municipal: edificio construido a partir de 1869 para que funcionara en él una Escuela Normal de Preceptoras, de acuerdo al modelo estadounidense de la época. Entre 1925 y 1984 fue sede de la municipalidad y el Concejo Deliberante locales, trasladados luego a su actual ubicación en el centro cívico. Hoy funciona además el centro de artesanos.

- Escuela Normal Mariano Moreno: ocupando cuatro manzanas, el edificio fue construido entre 1908 y 1914 para que funcione allí la primera Escuela Normal de Mujeres, creada por Sarmiento en 1873. Funciona también allí una sede de la Facultad de Humanidades, Artes y Ciencias Sociales de la Universidad Autónoma de Entre Ríos.

- Basílica de la Inmaculada Concepción: es filial de la Basílica de San Juan de Letrán de Roma. Consagrada el 25 de marzo de 1859 durante el gobierno de Urquiza, está emplazada frente a la plaza Francisco Ramírez. En 1967 se inaugura el actual mausoleo, que alberga los restos de Justo José de Urquiza asesinado en el Palacio San José el 11 de abril de 1870. Fue declarada Monumento Histórico Nacional en 1942. Anualmente miles de católicos se congregan en la ciudad para celebrar el día 8 de diciembre en lo que constituye una de las fiestas religiosas más importantes de la provincia. Cuando fue construida era de una de las iglesias más bellas del país. Albergaba frescos, murales, cuadros, lámparas y objetos para culto de las más fina calidad. A fines de los 50 fueron sustraídos la mayoría de los mismos y los murales debido a la humedad y falta de mantenimiento debieron ser tapados. Por debajo de la Basílica hay túneles obstruidos que comunicaban con los edificios más importantes de la zona. El 10 de junio de 2013 se dio por finalizada la obra de la puesta en valor iniciada en el 2010. Colocándose nuevamente numerosas imágenes que fueron restauradas, como también se volvieron a pintar los murales en la cóncavidad de las cúpulas.

- Colegio del Uruguay: fue fundado el 28 de julio de 1849 por el Gral. Urquiza, de quien actualmente toma el nombre. Fue el primer colegio laico del país y tercer establecimiento en impartir educación superior (luego de las universidades de Córdoba y Buenos Aires). Muchos protagonistas de la historia social y política del país pasaron por sus aulas, entre ellos presidentes, artistas y periodistas destacados. Cuenta con un museo histórico evocativo y desde 1942 es Monumento Histórico Nacional. También funciona en él actualmente una sede de la Facultad de Ciencias de la Gestión de la Universidad Autónoma de Entre Ríos.

- Escuela de Enseñanza Técnica Nº 1 Ana Urquiza de Victorica: lleva el nombre de la hija del general Urquiza y esposa del general Benjamín Victorica, de quien fuera residencia. Fue construida en 1850 y es Monumento Histórico Nacional. En su interior fueron velados los restos de Urquiza luego de su asesinato en 1870 y desde allí fueron conducidos al panteón familiar de la necrópolis local, para tiempo después ser depositados en la iglesia principal.[42] Desde 1916 funciona como escuela secundaria.

- Antigua Aduana de la Confederación: el edificio se comenzó a construir en 1848 para funcionar como Capitanía de Puerto, ya que se encontraba próximo al primer puerto de la ciudad, en el lugar donde hoy existe el balneario Itapé. Posteriormente, tras la batalla de Caseros, se le agregó la función de Aduana Nacional, coexistiendo ambas funciones por largos años, hasta la construcción del Puerto Nuevo en el sector noreste de la ciudad, lo que originó el traslado de las oficinas a nuevos edificios construidos a tal efecto. Desde finales del siglo XIX sirvió de sede a la oficina local del Ministerio de Obras Públicas de la Nación. Es Monumento Histórico Nacional y desde 1970 sede de la Facultad Regional Concepción del Uruguay de la Universidad Tecnológica Nacional.

- Residencia urbana del general Urquiza, Edificio del Correo: fue construido para ser la residencia urbana de Urquiza pero este nunca llegó a habitarla, ya que su construcción finalizó luego de su asesinato. Fue la casa de los gobernadores mientras Concepción del Uruguay se desempeñó como capital provincial, luego sería durante un breve período la Escuela Normal de Maestras. Es Monumento Histórico Nacional y actualmente funcionan en su interior el Correo Argentino y el Museo Municipal Andrés García.

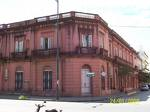
Frente del Antiguo Correo ubicado en calle Galarza y 25 de Mayo

- Palacio Santa Cándida: uno de los emprendimientos industriales más importantes de Urquiza, constituyendo el saladero más grande del país a mediados del siglo XIX. Lleva ese nombre en honor a la madre del prócer, Cándida García. Las instalaciones industriales del saladero contaban con las técnicas más avanzadas para la época, incluyendo un largo muelle de madera con ferrocarril Decauville para servicio de los veleros mercantes que arribaban al puerto del mismo. De aquellas instalaciones actualmente no queda prácticamente nada. El edificio administrativo del saladero, proyectado por el arquitecto italiano Pedro Fossati, fue transformado lenta y progresivamente en una gran residencia familiar, de corte palaciego, por acción de los nuevos propietarios luego de la muerte de Urquiza. A principios del siglo XX se diseñó un amplio parque alrededor de la residencia principal, lo que completó el carácter residencial del sitio. Actualmente es explotado como hostería. Fue declarado Monumento Histórico Nacional.

- Asociación Educacionista La Fraternidad: fundada el 14 de mayo de 1877 para funcionar como una sociedad de socorros para los alumnos del colegio del Uruguay privados de las becas por directivas del gobierno nacional. Posteriormente, y a raíz del número de internos, el internado debió trasladarse a un edificio mayor, terminado de construir en 1927. Actualmente en su edificio funciona la Universidad de Concepción del Uruguay.

- Rectorado de la Universidad Nacional de Entre Ríos: se ubica frente a la plaza Ramírez, donde fuera antiguamente la residencia de los padres del caudillo de nombre homónimo. Allí se construyó en 1867 el Teatro 1º de Mayo y a principios del siglo XX funcionó como anexo del antiguo Hotel París. Luego tuvo diversos usos comerciales, hasta que finalmente se reacondicionara para ser sede del Rectorado de la Universidad Nacional de Entre Ríos luego de la fundación de ésta.

### Otros edificios relevantes
- Castillo de Reibel: antiguamente ubicado en la esquina noroeste de calle Galarza y Máximo Álvarez, fue construido en 1878 por orden del Médico Don Martín Reibel. Tenía su amoblamiento con la forma de sus paredes. La hermosa torre tenía como elemento estructural central de sustentación -que cumplía las funciones de soporte y sostén- una columna de madera proveniente de un tronco de árbol de considerable altura. Esa columna de madera fue quitada para su comercialización, quedando la torre sin sustentación y en febrero de 1977 un tornado derrumbó parte de esa torre, quedando muy comprometido el resto de ella, que debió ser demolida por razones de seguridad.[43][44]

- Sociedad Anónima Lusera: este aperitivo digestivo originada de plantas Pluchea sagittalis, denominadas con el nombre comercial "Lusera", se fabricó desde 1913 en esta ciudad, hasta su desaparición total en la década de 1990. El inventor: un inmigrante yugoslavo que arribó a Entre Ríos en 1871. “Frente a una pequeña mesa, sirvió un poco de Lusera, la bebida tradicional de Entre Ríos”, escribió Atahualpa Yupanqui.[45][46]

- Puente El Tropezón: construido en 1906 y finalmente inaugurado el 9 de julio de 1910.[47] El puente une la vieja zona de influencia del puerto uruguayense con el resto de la ciudad, construido por una de las firmas más importantes de Estados Unidos: American Bridge Company, que por entonces iniciaba su camino de potencia. Las obras del puente llevaron casi un año de trabajo, levantado en el año 1906 como bien data la placa colocada por la empresa constructora.[48][49]

- Edificio Monumental: ubicado en la esquina suroeste de peatonal Rocamora y Colón (hoy Eva Perón). Aquí funcionaban las Oficinas de la International Harvester Co. (fabricante de maquinaria agrícola), que poseía un galpón conocido como “La Internacional”, ubicado en la actual calle Lacava y Vías del Ferrocarril (este galpón fue demolido aproximadamente en el año 2005 y durante mucho tiempo fue ocupado por el Ejército Argentino).[50] Antes de ser trasladada a su ubicación actual, fue utilizada como Terminal de ómnibus de la ciudad.[51] En la actualidad la estructura inferior fue refaccionada y divida en locales comerciales.[52]

- Policlínico Regional del Litoral  Justo José de Urquiza: complejo edilicio ubicado al noreste de la ciudad. Inaugurado tardíamente por complicaciones políticas de la época,[53] el 29 de noviembre de 1931; cuyo primer director fue Pascual Corbella. Más allá de su inauguración no poseía la habilitación correspondiente, la cual fue fehacientemente el 22 de diciembre del mismo año.[54] En el año 2005 finaliza la obra del Nuevo Hospital donde se tuvo que trasladar a las nuevas instalaciones. Desde el traslado, sólo dos dependencias quedaron ocupadas: un centro de salud y el pabellón central donde en la actualidad es ocupado por la Sección Verificaciones de la División Investigaciones de la Policía de Entre Ríos.[55][56]

### Mercado de Arte 3 de Febrero
Espacio cultural inaugurado por la Municipalidad de Concepción del Uruguay junto a la «Asociación Protectores del Mercado», integrada por artesanos, artistas de la ciudad y extranjeros. En su salón se pueden encontrar desde artesanías de diversas técnicas hasta un laboratorio de fotografía y una sala evocativa donde se protegen los objetos del edificio original. El original y tradicional mercado municipal 3 de Febrero está situado en otro lugar céntrico (en la parte norte de la manzana comprendida entre calles Urquiza, Leguizamón, Rocamora y Galarza) donde aún quedan los artesanos que todavía ocupan el lugar.

### Arte y espectáculos
La ciudad cuenta con una gran variedad de artistas que se destacan en teatro, la escritura, el canto, el baile, entre otras. Como así grupos musicales, coros, orquestas, murgas. Se destaca entre los coros: el Coro Estable Municipal, desde 1971, dirigido por Juan Miguel Lacava, quienes representan a la ciudad en diversos escenarios del país y del mundo.
Espacios para asistir a eventos u obras teatrales:
- Teatro Casa de la Cultura
- Auditorio Carlos María Scelzi
- Cine Teatro San Martín
- Auditorio Arturo Illia
- Sociedad Italiana La Benevolenza

## Comunicación

#### Radios AM
La única emisora de Amplitud Modulada que hay en Concepción del Uruguay es LT11 Radio General Francisco Ramírez que irradia sus programas en la frecuencia de 1560 KHZ. Esta emisora pertenece al Estado Nacional.

#### Radios FM
Existen varias radios de frecuencia modulada en Concepción del Uruguay. Las más destacadas son:
- Animal FM 100.7mhz FM 100.7 MHz
- FM 97.5 MHz. Radio 10 Concepción del Uruguay [http:// www.mediosintegrados.com.ar]
- FM 103.1 MHz. Radio F5 Concepción del Uruguay
- FM 103.7 MHz. Pop Radio Concepción del Uruguay
- FM Buen Anuncio 95.7 MHz, perteneciente al Obispado de Gualeguaychú.
- FM 92.9, La Radio Pública, que pertenece a LT11
- FM Sensaciones, que cuenta con dos frecuencias: una retransmite Radio Mitre y la otra La 100
- Radio UNER FM 91.3 MHz
- Radio Franca FM 98.1 MHz
- Radio 9 FM 96.9 MHz
- Radio Total  FM 90.9 MHz
- La Ke Buena FM 105.7 MHz
- Radio 10, del Grupo Indalo FM 97.5 MHz
- Radio Del Mar 96.1 MHz
- RADIO MIX 106.1 MHz

### Televisión
Pública
- Canal 5 de Televisión Abierta: su programación alterna entre Canal Encuentro y programas locales.
- Canal 7 Televisión Abierta (repetidora de canal 9 de Paraná): con programación local, provincial y de canal 13 ARTEAR.
- Canal 9 Municipal Televisión Abierta (repetidora de CANAL 7 ARGENTINA) estación cabecera del sistema nacional de TV oficial.

Privada
- Cablevisión: en su grilla incluye el Canal 2 de Concepción del Uruguay, su programación alterna entre local y regional.
- CATVCA: de injerencia en todo el departamento Uruguay con variada programación local y regional.

## Transporte

### Colectivos Urbanos
Diariamente hacen su recorrido por los diferentes ramales:
- Ramal Hospital - Centro por Barrio Mosconi[58]
- Ramal Hospital - Centro por Barrio Zapata[59]
- Ramal San Isidro - 192 Viviendas[60]

Cada uno con una periodicidad estipulada. En algunos ramales, los domingos y feriados, no se realiza el recorrido.

### Terminal de Ómnibus
La ciudad cuenta con una Terminal de Ómnibus que ocupa una manzana entera entre las calles Galarza, Rocamora, Scelzi y Bv. Constituyentes.
Antiguamente junto con la terminal funcionaba el ex Hotel Francisco Ramírez. El edificio del hotel es una torre de aproximadamente 4 pisos que poseía un comedor en la planta baja que también funcionó como base de la Guardia Urbana.
Actualmente se está construyendo una nueva terminal en la zona norte, en un lugar lindero al acceso de tránsito pesado.

### Trenes

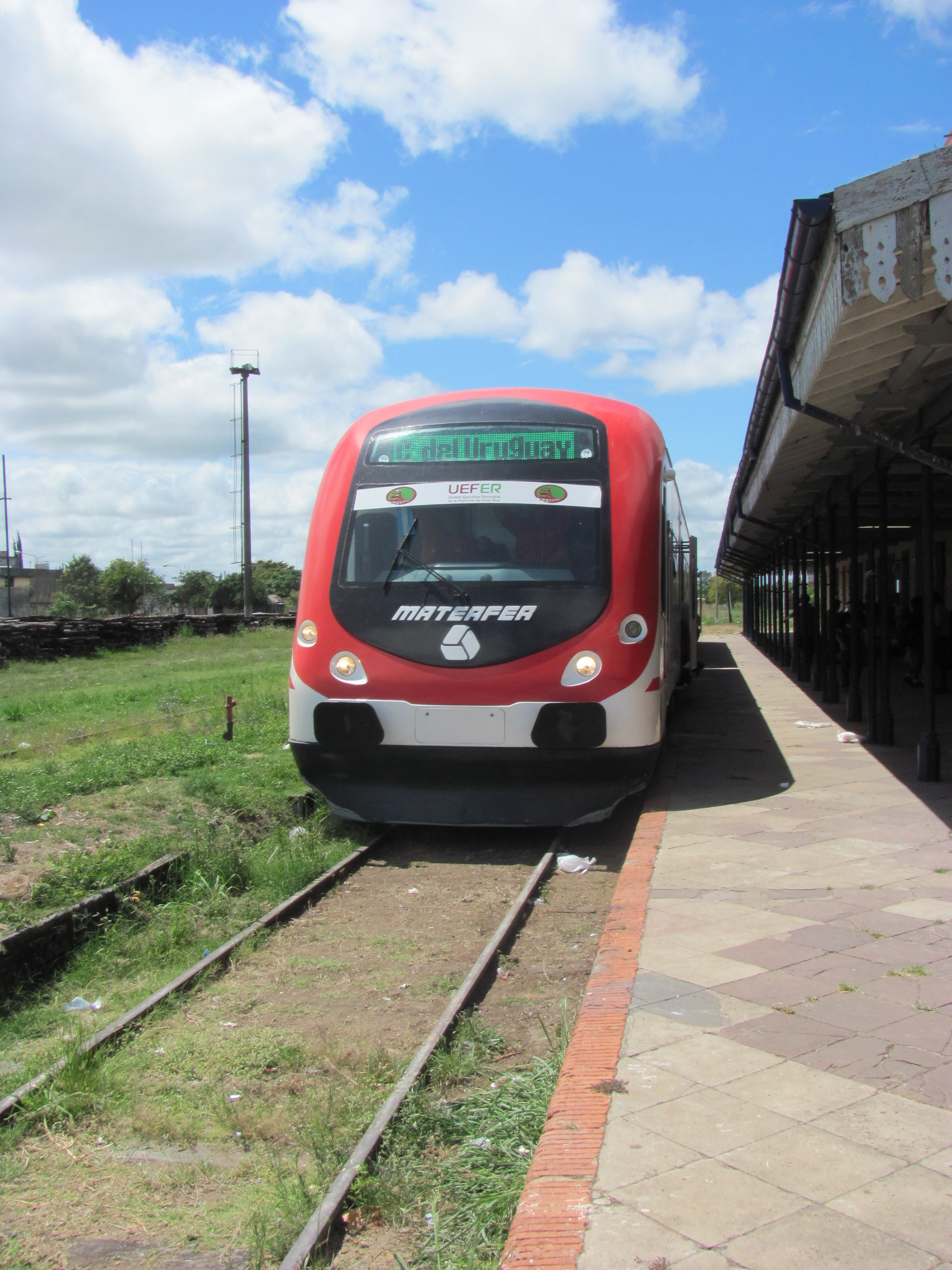
Tren que realiza el servicio a Paraná

Durante el gobierno justicialista de Carlos Menem, los ramales de Entre Ríos fueron abandonados. En 2002 el gobernador Sergio Montiel reacondiciona y pone en marcha los primeros ramales de la provincia. A partir de marzo de 2010, el tren volvió a unir Concepción del Uruguay y Paraná pasando por 24 localidades entrerrianas. El servicio cuenta con dos frecuencias semanales.
El 19 de diciembre de 2009 se realizó un viaje de prueba en la estación del ferrocarril de la ciudad, con la presencia del intendente de la ciudad Marcelo Bisogni y el gobernador de la provincia Sergio Urribarri.
Fue la primera vez en 18 años, desde el desmantelamiento que hizo Carlos S. Menem,  vuelve a pasar el tren en Concepción del Uruguay. En febrero de 2016 se suspendió el servicio por problemas de infraestructura, aún sin novedades de cuándo volverá a operar el servicio.

### Aeródromo municipal
El aeródromo posee una elevación de 121Ft, se encuentra inscripto según la OACI bajo el identificativo CDU; operando en la frecuencia 123.200.
Actualmente cuenta con 3 aeronaves:
- PA-38 matrícula LV-ANT
- PA-38 matrícula LV-OJO
- PA-28 matrícula LV-MGR

La Escuela de Vuelo, en sus 70 años de funcionamiento continua formando pilotos civiles que hoy en día se encuentran desarrollando distintas disciplinas aero náuticas, desde Pilotos Privados, Pilotos VFR Controlado hasta Pilotos Comerciales, Aeroaplicadores, Pilotos Remolcadores, Técnicos Aeronáuticos, Instructores de Vuelo, Comandantes de Vuelo de Líneas Aéreas, entre muchas otras actividades más.
Cuenta con un servicio habilitado de traslado a distintos puntos de país en avión para 3 pasajeros. Allí también se ofrece el curso de Piloto Privado de Avión; tanto las aeronaves como la Escuela y el instructor, habilitados por la ANAC ( Administración Nacional de Aviación Civil ).

## Deportes

### Fútbol
Los dos clubes de fútbol de la ciudad con más trayectoria son:
- Gimnasia y Esgrima, que en 2021 disputa el Torneo Federal A y que en 2002 disputó la Promoción para ascender a Primera con el Club Atlético Unión de Santa Fe.
- Club Atlético Uruguay, que en 2021 disputa el Torneo Federal B y llegó a la primera división en 1984, disputando el Torneo Nacional.

A nivel local, el Torneo Zonal Único reúne a los equipos de los distintos clubes de la ciudad y la región. Entre los numerosos futbolistas que han surgido de la ciudad y han logrado éxito a nivel nacional e internacional se encuentra José Antonio Chamot, que fue integrante de la selección nacional argentina y participante de dos Copas Mundiales.

### Básquetbol
El club Tomás de Rocamora disputa en 2011 "la Liga Nacional de Ascenso" (TNA), segunda categoría del deporte a nivel nacional. En el 2015 se sumó el Club Parque Sur luego de lograr coronarse campeón en el Torneo Federal de Basquetbol, tercera categoría a nivel nacional. Otros clubes son "Club Presbítero Andrés Zaninetti", "Club Social, Cultural y Deportivo Almafuerte" y  "Regatas Uruguay" este último disputa el "Torneo Federal" (ex Liga "B").
Entre los más trascendentes baloncestista surgidos de la ciudad se encuentra Leandro Fabián Palladino ídolo del Tomas de Rocamora, equipo en el cual surgió y se formó basquetbolisticamente y en el cual se retiró de la actividad profesional, quien a 2007 se desempeña en la Liga Nacional y que integró el seleccionado nacional subcampeón en el Campeonato Mundial de 2002 celebrado en Indianápolis (EE. UU.).

### Náutica

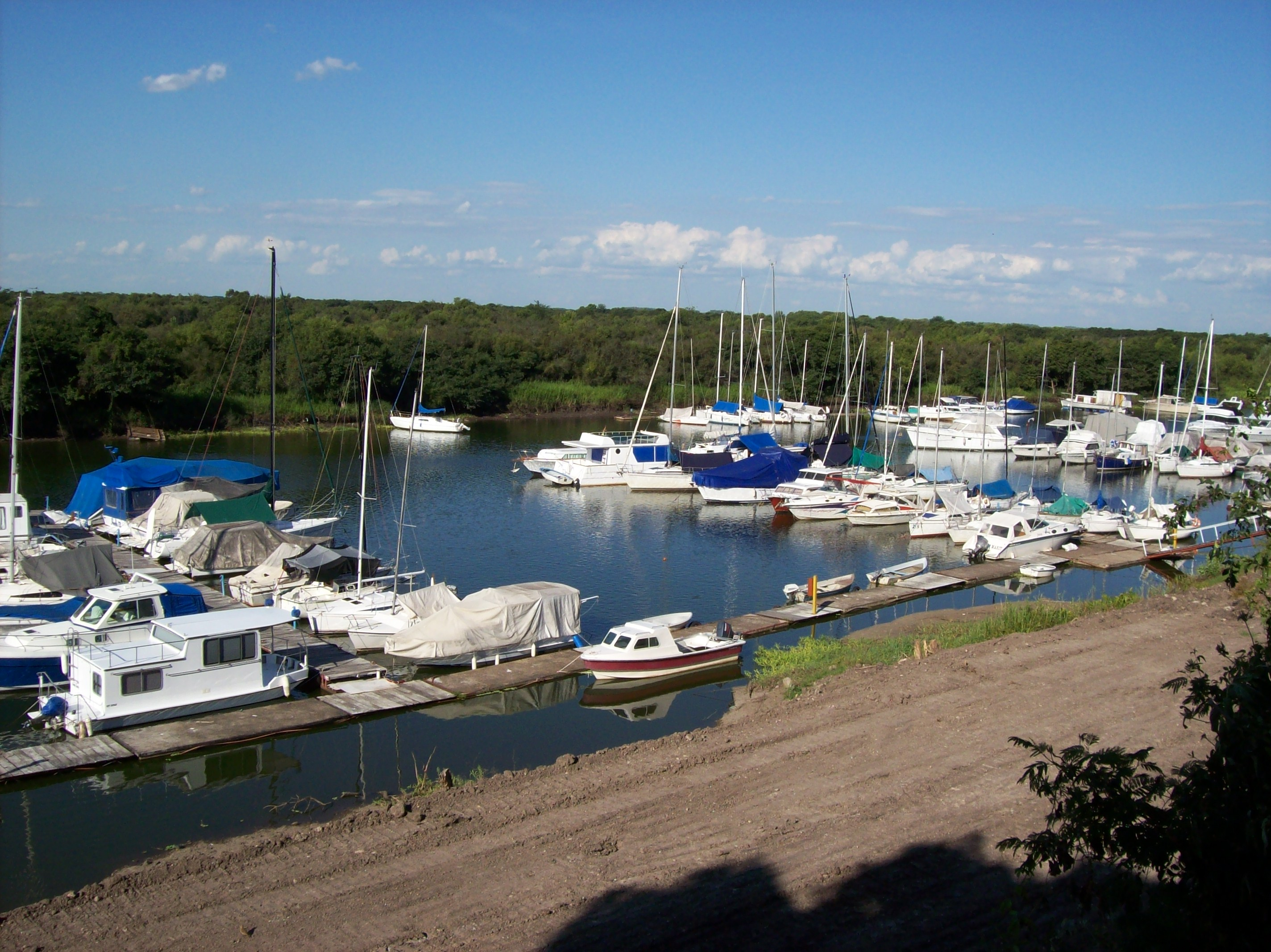
Barcos en el Yatch Club Entrerriano, sobre el arroyo El Molino.

Cuenta con uno de los mayores parques náuticos de la Argentina (el tercero en el país y primero en cuanto a densidad de población con más de 3.000 embarcaciones). Se destacan el piragüismo, el canotaje, el deporte de vela y el remo, el optimist entre otros.

### Tenis
Los mayores centros deportivos de tenis son el Club Gimnasia (ex Open Tenis Club) que cuenta con 4 canchas de tierra batida, el Club Tomás de Rocamora con 5 canchas de tierra batida, Itape Tenis Club con 3 canchas de tierra batida y una de cemento (única en la ciudad) y el Club Costaneras T.C. con 2 canchas de tierra batida entre los principales.

### Automovilismo
El Rally de Concepción del Uruguay fue sede del Campeonato Sudamericano de Rally en 2005, y es sede habitual del Campeonato Argentino de Rally y el Rally Entrerriano. Es organizado por el Auto Club de Concepción del Uruguay, que además es fiscalizador de las competencias de rally tanto en la zona como en otras ciudades entrerrianas.
El Autódromo de Concepción del Uruguay se inauguró el 18 de mayo de 2014, y ha albergado carreras del Turismo Carretera y el Turismo Nacional.
Los pilotos uruguayenses más destacados son los hermanos Bonelli, que han competido en Turismo Carretera. Próspero Bonelli, fue campeón en el año 2007 de la divisional TC Pista, mientras que su hermano Nicolás Bonelli hilvanaría tres subcampeonatos nacionales (1 en TC Mouras y 2 en TC Pista), antes de ascender a la máxima categoría del automovilismo argentino.

### Golf
En la ciudad se encuentran 2 canchas de golf de 9 hoyos, la principal es la del Club Universitario, creada en 1969 por el gran diseñador Emilio Serra y considerada de las mejores de 9 hoyos del país y la otra pertenece a Santa Cándida.

### Otros deportes
Otros deportes practicados, tanto a nivel social como en el ámbito federativo, son el rugby, el ciclismo, la natación, las bochas, la gimnasia artística, el atletismo, el hockey y el vóleibol entre otros.

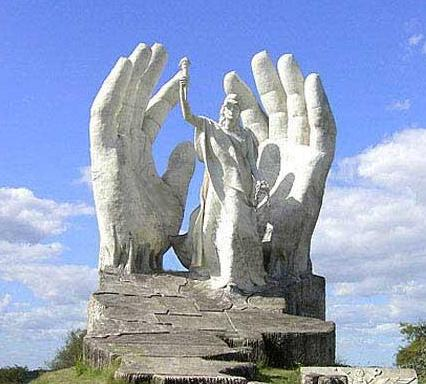
Monumento a la República en el parque La Salamanca.

## Balnearios y Complejos Termales
La ciudad cuenta con dos complejos termales, uno de ellos fue inaugurado en septiembre de 2009 y el otro se halla en proceso de remodelación.
- Complejo Termal Aguas Claras, ubicado al noroeste de la ciudad, posee piletas temáticas levemente salinas a una temperatura de 39 °C. (en proceso de remodelación)

- Termas Concepción, está ubicada a un par de km de la ciudad sobre la RN 14. Actualmente en este complejo termal se ubica un parque acuático, el mismo cuenta con toboganes y diversos juegos destinados a la recreación.

### Playas
Algunas de las playas más importantes son:

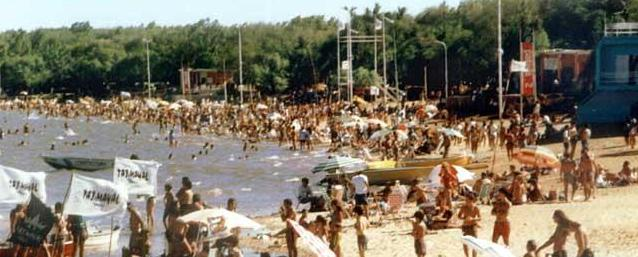
Vista de uno de los sectores del balneario Banco Pelay.

- Balneario Camping Banco Pelay: Está localizado al noreste de la ciudad, a la vera del río Uruguay, allí se realiza anualmente la Fiesta Nacional de la Playa de Río, la cual incluye, entre otros, espectáculos musicales y eventos deportivos. Esta playa, conocida popularmente como "el Pelay", cuenta con una división en sectores, y en cada uno de ellos durante el verano funcionan paradores donde se realizan diferentes espectáculos musicales y deportivos. Dentro de estos últimos, y durante el desarrollo de la Fiesta Nacional de la Playa de Río, se lleva a cabo un seven de rugby.
- Balneario Camping Municipal Itapé: está situado al sur de la ciudad, en el barrio Puerto Viejo y junto a la Defensa Costera Sury Puente Isla del Puerto. Cuenta con muchos árboles los cuales brindan una espléndida sombra para los días calurosos y una playa con refulado de arena, ideal para pasar una jornada agradable disfrutando del mate al aire libre. Allí no está permitido la entrada al agua ya que poseen alto grado de contaminación.
- Isla Natural Cambacuá: está ubicada en el río Uruguay, cuenta en su extremo norte con una extensa playa de arenas blancas, cuya combinación con la vegetación autóctona atrae a muchos veraneantes, los cuales pueden acceder a ella por vía náutica, ya sea por medio de embarcaciones propias o a través de un catamarán.
- Balneario Camping Paso Vera: a la vera del río Uruguay, junto a Banco Pelay, es conocido por sus arenas blancas y la tranquilidad de sus playas.
- Balneario Camping La Toma: nombrado así por estar localizado junto a la Toma de Agua sobre el río Uruguay.
- Balneario Isla del Puerto: inaugurado en el verano 2015., se encuentra en la isla del Puerto sobre el río Uruguay, el acceso puede ser fluvial o terrestre a través de un puente.

Fuera de la ciudad, pero en sus cercanías:
- Balneario Camping Ruinas del Viejo Molino: se emplaza sobre la RN 14 a aproximadamente 20 km de la ciudad. De aguas cristalinas que provienen de vertientes naturales, cuenta además con un dique artificial.

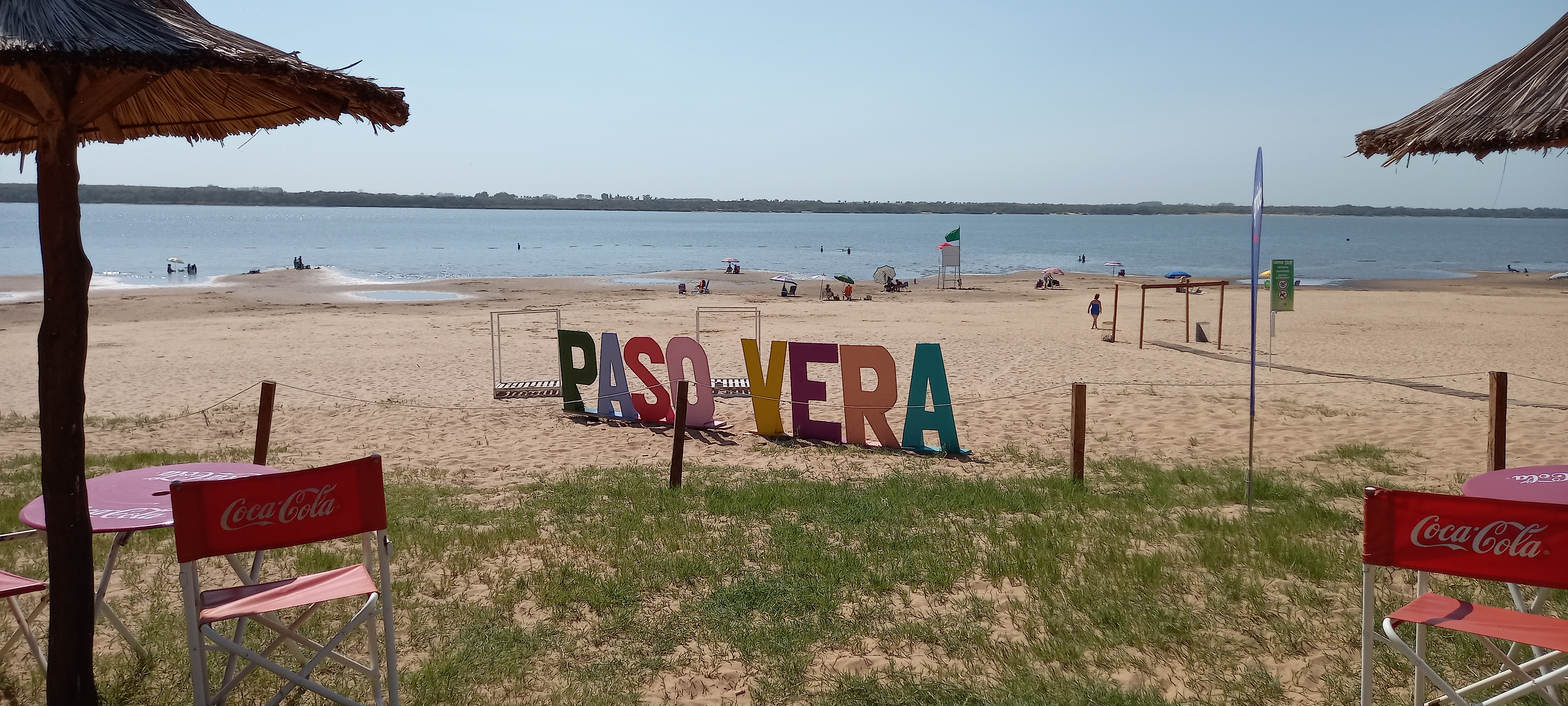
Vista del balneario Paso Vera

### Carnaval
El mismo se realizó de forma anual sobre el perímetro de la Plaza Gral. Francisco Ramírez hasta 2006. A partir de la edición 2007 se celebra en un predio multieventos que cumple la función de corsódromo. Es uno de los carnavales más antiguos de la provincia, inspirado en los tradicionales carnavales de Corrientes

### Paseos
- Peatonal Luz y Color: está emplazada sobre calle Rocamora entre 14 de Julio y Eva Perón, ofrece un recorrido de 5 cuadras.

- Isla del Puerto:

- Defensa Sur: también llamada "Costanera Sur" es una obra construida con el fin de impedir las inundaciones que afectaban a todos los vecinos de la zona sureste de la ciudad. La Defensa Sur tuvo su origen en el denominado PLANUR (Planeamiento Urbano) del gobierno de Juan Carlos Lucio Godoy, comenzó a construirse a fines del año 2004 y demandó un año de trabajo. Los vecinos de esa zona de la ciudad que durante más de 20 años gestionaron ante los distintos gobiernos la obra que finalmente se inauguró en el año 2006 con la presencia del Presidente de la Nación. Su costo total fue de más de 33 millones de pesos y fue financiada por el Gobierno Nacional con aportes de la provincia de Entre Ríos. La Municipalidad de Concepción del Uruguay es la encargada de su mantenimiento y funcionamiento. La defensa también cuenta con una calle peatonal y una avenida que acompaña en el recorrido de toda la estructura. También se encuentran bici sendas, estaciones de descanso, un mirador, rotondas y arbolado, entre otros elementos.

- Parque de la ciudad López Jordan:
- La Salamanca:
- Puerto:

## Despliegue de las Fuerzas Armadas argentinas
| Unidades de la Guarnición Militar Concepción del Uruguay | Sigla      |
| -------------------------------------------------------- | ---------- |
| Batallón de Ingenieros Blindado 2                        | B Ing Bl 2 |

## Parroquias de la Iglesia católica
| Diócesis   | Gualeguaychú                                                                                            |
| ---------- | --- |
| Parroquias | Basílica de la Inmaculada Concepción, Santa Teresita, María Auxiliadora, San Vicente de Paúl, San Roque |

## Personalidades
- - Francisco Ramírez (militar y caudillo federal, creador de la República de Entre Ríos)
  - Gaucho Rivero: Gaucho y peón rural que encabezó la resistencia en Islas Malvinas [69]
  - José Font (alias Facón Grande) obrero, defensor de los trabajadores en la Patagonia.[70] [71] [72]
  - Ricardo López Jordán (militar, gobernador y caudillo federal, acusado de instigar el asesinato del gral. Urquiza)
  - Agustín Pedro Justo (militar, político, diplomático y presidente de la Nación Argentina entre 1932 y 1938) [73]
  - Celia Torrá (violinista) [74]
  - Teresa Ratto (primera médica entrerriana y segunda del país) [75]
  - José Antonio Chamot (futbolista, integrante del seleccionado argentino en los mundiales de 1994 y 1998) [76]
  - Mohamed Alí Seineldín (militar, alcanzó el rango de coronel en el Ejército Argentino. Conocido por su participación en el Operativo Independencia, la guerra de las Malvinas y los dos últimos alzamientos carapintadas.) [77]
  - Leandro Palladino (baloncestista, integrante del seleccionado argentino subcampeón mundial en 2002) [78]
  - Walter Kannemann (futbolista, jugador de San Lorenzo de Almagro) [79]
  - Claudio Pocho Lepratti (aspirante a sacerdote y trabajador social asesinado por la policía en Rosario, durante la crisis socioeconómica de diciembre de 2001) [80]
  - Alfredo Bravo (docente, sindicalista y político, presidente del Partido Socialista, diputado y senador electo de la Nación, fundador de CTERA) [81]
  - Gustavo Sylvestre, periodista televisivo y conductor. [82]
  - Próspero Bonelli, corredor de turismo carretera.
  - Nicolás Bonelli, corredor de turismo carretera pista.
  - Guillermo Bredeston, actor de radio, cine, teatro y televisión.